# Епархия Дасцилиума
Епархия Дасцилиума (лат. Dioecesis Dascyleotana) — титулярная епархия Римско-Католической церкви.

## История
Античный город Дасцилиум, идентифицируемый сегодня с археологическими раскопками в восточной части населённого пункта Iskilliman в современной Турции, в первые века христианства был центром одноимённой епархии, входившей в Никомедийскую митрополию Константинопольского патриархата. Неизвестно точно, когда епархия Дасцилиума была образована; историческое сочинение «Notitia Episcopatuum» относит образование епархии Дасцилиума к VII веку.
Известны имена четырёх епископов Дасцилиума. Епископ Иоанн в 680 году принял участие в Третьем Константинопольском соборе и в 692 году — в Трулльском соборе. Епископ из Дасцилиума, имя которого не известно, принял участие во Втором Никейском соборе. Епископ Георгий в 869 году принял участие в Четвёртом Константинопольском соборе. Епископ Герман участвовал в поддержке решений патриарха Фотия.
С 1937 года епархия Центурии является титулярной епархией Римско-Католической церкви.

## Греческие епископы
- епископ Иоанн (680—692);
- неизвестный епископ (упоминается в 787 году);
- епископ Георгий (упоминается в 869 году);
- епископ Герман (упоминается в 879 году).

## Титулярные епископы
- епископ Юлиуш Бенек (13.03.1937 — 17.01.1978);
  - вакансия с 1978 года.

## Источник
- Annuario Pontificio, Libreria Editrice Vaticana, Città del Vaticano, 2003, ISBN 88-209-7422-3
- Pius Bonifacius Gams, Series episcoporum Ecclesiae Catholicae, Leipzig 1931, стр. 443  (лат.)
- Michel Lequien, Oriens christianus in quatuor Patriarchatus digestus, Parigi 1740, Tomo I, coll. 629—630  (лат.)
- Raymond Janin, v. Dascylion, in Dictionnaire d’Histoire et de Géographie ecclésiastiques, vol. XIV, Parigi 1960, coll. 91-92  (фр.)